# Alexander Gassner
 (décembre 2023).
Si vous disposez d'ouvrages ou d'articles de référence ou si vous connaissez des sites web de qualité traitant du thème abordé ici, merci de compléter l'article en donnant les références utiles à sa vérifiabilité et en les liant à la section « Notes et références ».
Pour les articles homonymes, voir Gassner.
Alexander Gassner, né le 9 août 1989 à Prundu Bârgăului (Roumanie), est un skeletoneur allemand. Il débute en équipe nationale en 2007 et devient champion du monde junior en 2010.

## Carrière
Champion du monde junior en 2010, il débute en Coupe du monde en décembre 2011 à Winterberg où il se classe sixième avant de terminer cinquième à Altenberg. En fin de saison, il participe à ses premiers Championnats du monde à Lake Placid et prend la septième place.

## Palmarès
| Compétitions / Année    | Compétitions / Année    | 2012 | 2013 | 2014 | 2015 | 2016 | 2017 | 2018 | 2019 | 2020 | 2021 | 2022 |
| ----------------------- | ----------------------- | ---- | ---- | ---- | ---- | ---- | ---- | ---- | ---- | ---- | ---- | ---- |
| Jeux olympiques d'hiver | Jeux olympiques d'hiver | -    | -    | -    | -    | -    | -    | 9e   | -    | -    | -    |      |
| Champ. du monde         | Ind.                    | 7e   | 18e  | JO.  | -    | -    | 5e   | JO.  | 7e   | 3e   | 3e   | JO.  |
| Champ. du monde         | Mixte                   | -    | -    | JO.  | -    | -    | 3e   | JO.  | -    | 1er  | 2e   | JO.  |
| Champ. d'Europe         | Ind.                    | -    | -    | -    | -    | -    | 7e   | 6e   | -    | 5e   | 3e   | 2e   |
| Coupe du monde          | Coupe du monde          | 6e   | -    | 18e  | -    | -    | 6e   | 7e   | 24e  | 5e   | 2e   | 6e   |

### Coupe du monde
- Meilleur classement général : 2e en 2021
- 8 podiums individuels : 2 victoires, 3 deuxièmes places et 3 troisièmes places.

 Dernière mise à jour le 15 janvier 2022 

#### Détails des victoires en Coupe du monde
| Édition   | Piste                  | Total |
| 2020-2021 | Saint-Moritz Königssee | 2     |